# إليوت كاستنر
إليوت كاستنر (بالإنجليزية: Elliott Kastner)‏ هو منتج أفلام أمريكي، ولد في 7 يناير 1930 في هارلم في الولايات المتحدة، وتوفي في 30 يونيو 2010 في لندن في المملكة المتحدة بسبب سرطان.

## وصلات خارجية
- إليوت كاستنر على موقع IMDb (الإنجليزية)
- إليوت كاستنر على موقع ألو سيني (الفرنسية)
- إليوت كاستنر على موقع أول موفي (الإنجليزية)
- إليوت كاستنر على موقع قاعدة بيانات الأفلام السويدية (السويدية)
- إليوت كاستنر على موقع قاعدة بيانات الفيلم (الإنجليزية)
- إليوت كاستنر على موقع كينوبويسك (الروسية)